# Завод суперфосфату у Мегнагарі (Agro Phos)
Завод суперфосфату у Мегнагарі (Agro Phos) – підприємство індійської хімічної промисловості у штаті Мадг’я-Прадеш, яке споруджене компанією Agro Phos India Limited.
У середині 2000-х Agro Phos India ввела в дію завод добрив потужністю 45 тисяч тон суперфосфату на рік, який знаходився в районі міста Девас. Наступного десятиліття в компанії виршіли розширити діяльність за рахунок другого виробничого майданчику, місце для якого підбрали у тому ж штаті в районі Мегнагару. Це виробництво почало роботу у травні 2015-го та має потужність на рівні 115 тисяч тон суперфосфату. В 2021/2022 фінансовому році заводом було фактично випущено 53 тисячі тон продукції.
Суперфосфат отримують обробкою фосфоритів сульфатною кислотою, при цьому саме в районі Мегнагару компанія Madhya Pradesh State Mining Corporation протягом кількох десятиліть вела видобуток фосфатної сировини. Втім, ця діяльність припинилась у 2014/2015 бюджетному році, а необхідна Agro Phos India сировина імпортується (з Єгипту, Ірану, Йорданії, Марокко, Сирії, Того, Тунісу, тощо). Що стосується сульфатної кислоти, то вона теж придбавається на ринку, проте у місцевих виробників.
Суперфосфат випускається у гранульованій формі. Крім того, з 2016/2017 бюджетного року завод отримав можливість провадити гранулювання комплексних азотно-фосфорно-калійних добрив в обсягах до 36 тисяч тон на рік. 
Як побічний продукт можуть випускати до 36 тисяч тон сульфату кальцію, що використовується для поліпшення грунтів.